# 菱果薹草
菱果薹草（学名：Carex grallatoria）为莎草科薹草属的植物。分布于日本、台湾岛等地，属中国原产的植物（非从国外引种）。

## 变种
异型菱果薹（学名：Carex grallatoria subsp. heteroclita）为莎草科薹草属菱果薹草的亚种。分布于台湾岛、日本南部等地，多生在林缘及草地。